# SoKo나시LOVE
《SoKoナシLOVE》는 1995년 8월 21일 발매된 TOKIO의 5번째 싱글이다.

## 설명
- 발매는 소니뮤직레코드, 판매는 소니뮤직 엔터테인먼트(SRDL-4076)이다.

## 수록곡
1. SoKoナシLOVE 
  - 작사 : 쿠도 테츠오 / 작곡 : 츠시미 류 / 편곡 : 시라이 요시아키
2. JUST YOU TAKE YOU 
  - 작사 : 쿠도 테츠오 / 작곡 : 츠시미 류 / 편곡 : 니시와키 타츠야
3. SoKoナシLOVE -カラオケ-